# Municipio de Roseglen
El municipio de Roseglen (en inglés: Roseglen Township) es un municipio ubicado en el condado de McLean en el estado estadounidense de Dakota del Norte. En el año 2010 tenía una población de 34 habitantes y una densidad poblacional de 0,37 personas por km².

## Geografía
El municipio de Roseglen se encuentra ubicado en las coordenadas 47°43′29″N 101°47′49″O / 47.72472, -101.79694. Según la Oficina del Censo de los Estados Unidos, el municipio tiene una superficie total de 93.13 km², de la cual 92,42 km² corresponden a tierra firme y (0,77 %) 0,71 km² es agua.

## Demografía
Según el censo de 2010, había 34 personas residiendo en el municipio de Roseglen. La densidad de población era de 0,37 hab./km². De los 34 habitantes, el municipio de Roseglen estaba compuesto por el 94,12 % blancos, el 2,94 % eran amerindios y el 2,94 % eran de una mezcla de razas. Del total de la población el 0 % eran hispanos o latinos de cualquier raza.